# Liste der Biografien/Vanz
Liste der Biografien |
Portal Biografien |
Personensuche
# |
A |
B |
C |
D |
E |
F |
G |
H |
I |
J |
K |
L |
M |
N |
O |
P |
Q |
R |
S |
T |
U |
V |
W |
X |
Y |
Z |
?
 
Va |
Ve |
Vh |
Vi |
Vj |
Vl |
Vn |
Vo |
Vr |
Vs |
Vt |
Vu |
Vy
 
Vaa |
Vab |
Vac |
Vad |
Vae |
Vaf |
Vag |
Vah |
Vai |
Vaj |
Vak |
Val |
Vam |
Van |
Vap |
Vaq |
Var |
Vas |
Vat |
Vau |
Vav |
Vaw |
Vax |
Vay |
Vaz
 
Van A |
Van B |
Van C |
Van D |
Van E |
Van F |
Van G |
Van H |
Van I |
Van K |
Van L |
Van M |
Van N |
Van O |
Van P |
Van Q |
Van R |
Van S |
Van T |
Van U |
Van V |
Van W |
Van Y |
Van Z

Vana |
Vanb |
Vanc |
Vand |
Vane |
Vang |
Vanh |
Vani |
Vanj |
Vank |
Vanl |
Vanm |
Vann |
Vano |
Vanp |
Vanq |
Vanr |
Vans |
Vant |
Vanu |
Vanv |
Vanw |
Vany |
Vanz
Die Liste der Biografien führt alle Personen auf, die in der deutschsprachigen Wikipedia einen Artikel haben. Dieses ist eine Teilliste mit 13 Einträgen von Personen, deren Namen mit den Buchstaben „Vanz“ beginnt.

## Vanz

### Vanze
- Vanzeir, Dante (* 1998), belgischer Fußballspieler
- Vanzella, Flavio (* 1964), italienischer Radrennfahrer und Weltmeister
- Vanzetta, Bice (* 1961), italienische Skilangläuferin
- Vanzetta, Giorgio (* 1959), italienischer Skilangläufer
- Vanzetti, Bartolomeo (1888–1927), italienischer Anarchist
- Vanzeveren, Édouard (1905–1948), französischer Schwimmer

### Vanzi
- Vanzi, Luigi (1924–1992), italienischer Filmregisseur
- Vanzin, Angelo (1932–2018), italienischer Ruderer
- Vanzina Pacheco, Guido (1893–1940), argentinischer Tangopianist, Bandleader und Komponist
- Vanzina, Carlo (1951–2018), italienischer Filmregisseur, Drehbuchautor und Produzent
- Vanzina, Stefano (1915–1988), italienischer Filmregisseur und Drehbuchautor

### Vanzo
- Vanzo, Alain (1928–2002), französischer Opernsänger (Tenor) und Komponist

### Vanzz
- Vanzzino, José (1893–1977), uruguayischer Fußballspieler